# Vorkstaartbosnimf
De vorkstaartbosnimf (Thalurania furcata) is een vogel uit de familie Trochilidae (kolibries).

## Verspreiding en leefgebied
Deze soort komt wijdverspreid voor in Zuid-Amerika en telt 13 ondersoorten:
- T. f. refulgens: Paria en Sierra de Cumaná (noordoostelijk Venezuela).
- T. f. furcata: het oostelijke deel van Centraal-Venezuela via de Guiana's tot noordoostelijk Brazilië.
- T. f. fissilis: zuidoostelijk Venezuela, het westelijke deel van Centraal-Guyana en Roraima (het noordelijke deel van Centraal-Brazilië).
- T. f. orenocensis: bovenloop van de Orinoco (zuidelijk Venezuela).
- T. f. nigrofasciata: zuidoostelijk Colombia, zuidelijk Venezuela en noordwestelijk Brazilië.
- T. f. viridipectus: oostelijk Colombia, oostelijk Ecuador en noordoostelijk Peru.
- T. f. jelskii: oostelijk Peru en westelijk Brazilië.
- T. f. simoni: zuidoostelijk Peru en zuidwestelijk Brazilië.
- T. f. balzani: het noordelijke deel van Centraal-Brazilië bezuiden de Amazonerivier.
- T. f. fircatoides: oostelijk Brazilië bezuiden de Amazonerivier.
- T. f. boliviana: zuidoostelijk Peru en noordoostelijk Bolivia.
- T. f. baeri: van noordoostelijk en centraal Brazilië tot zuidoostelijk Bolivia en noordwestelijk en het noordelijke deel van Centraal-Argentinië.
- T. f. eriphile: zuidoostelijk Brazilië, Paraguay en noordoostelijk Argentinië.